# 최태성의 만화 한국사
「최태성의 만화 한국사」는 대한민국의 인터넷 온라인 한국사 강사 최태성이 감수 및 글을, 만화 디자이너 김연규가 만화를 그린 역사 학습 만화이다. 원래 최태성의 다음엇지라는 제목으로 발간되었지만 2020년 버전으로 개정되었다.

## 목차

### 프롤로그
1. 우리가 역사를 배워야 하는 진짜 이유

### 고대
1. 돌멩이 속에 숨겨진 세상
2. 인류사를 바꾼 첫 번째 혁명, 농경의 시작
3. 금속에 비친 지배자의 삶
4. 단군 신화를 품은 민족의 첫 울타리
5. 철기로 이룬 공존의 터전
6. 한강 타이틀 매치의 시작, 첫 영광의 주인공 백제
7. 동아시아를 호령한 민족의 자존심, 고구려
8. 늦깎이 나라 신라의 대반전 드라마
9. 삼국 아닌 사국 시대, 잃어버린 가야 역사를 찾아서
10. 발해에서 들리는 고구려의 메아리
11. 통일 지도 위에 그린 신라의 새로운 꿈
12. 혼란 속에서 피어나는 또 다른 움직임
13. 지금까지 이어지는 고대인의 소망
14. 믿음이 빚어낸 찬란한 아름다움

### 고려
1. 고려의 시작, 개혁과 타협의 기막힌 어울림
2. 조화와 균형 속에 다져지는 고려의 기틀
3. 켜켜이 쌓인 모순의 폭발
4. 아쉽게 저문 공민왕의 개혁의 꿈
5. 외침을 이겨낸 불굴의 고려
6. 고려 시대 사람들은 어떻게 살았을까?
7. 바다를 열어 알린 이름, COREA
8. 화합을 위한 깨달음의 길
9. 고려인의 마음을 아로새긴 화려함과 웅장함의 진수

### 조선
1. 왕과 신하가 조화로운 유교 국가 조선의 탄생
2. 치밀하게 짜여진 조선의 시스템
3. 조선의 물줄기를 바꾼 새로운 정치의 시작
4. 7년 전쟁으로 깨진 200년의 평화
5. 명분만 외치다 무릎 꿇은 인조
6. 스러진 북벌의 꿈과 예송으로 표출된 붕당 간 대립
7. 영조와 정조의 탕평 속 강력한 개혁 정치
8. 뿌리째 흔들리는 조선 백성의 삶
9. 새로운 원칙 아래 갖춰진 조선의 세금 제도
10. 변화의 시대, 달라진 세금 정책
11. 자본주의 경제를 향한 조선의 발걸음
12. 평등 사회로 가는 길
13. 시대의 요구이 답을 제시한 실학
14. '우리 것'을 길러낸 조선의 문화

### 에필로그
1. 그린이의 맺음말